# Laneham
 (janvier 2024).
Laneham est un village du Nottinghamshire, en Angleterre.